# Houlihan Lokey
Houlihan Lokey, Inc., è una banca di investimento indipendente (considerata, almeno inizialmente, una "banca boutique)" statunitense e multinazionale che fornisce servizi finanziari e consulenza a grandi società pubbliche e a capitale ristretto, nonché a istituzioni e governi. Houlihan Lokey è stata fondata nel 1972 e ha sede a Constellation Place a Century City, Los Angeles, California. Le sue principali linee di servizio includono fusioni e acquisizioni, mercati dei capitali, ristrutturazioni e fusioni e acquisizioni in difficoltà, pareri di congruità e consulenza finanziaria e di valutazione. A dicembre 2023, Houlihan Lokey impiega più di 2.600 dipendenti in tutto il mondo. e gestisce un patrimonio (AUM) di 2,97 miliardi di dollari.
La banca è quotata dal 2015 alla Borsa di New York, al NYSE.

## Storia
Houlihan Lokey, precedentemente nota come Houlihan Lokey Howard & Zukin, è stata co-fondata a Los Angeles nel 1972 da Richard Houlihan e O. Kit Lokey, che lasciarono entrambi PricewaterhouseCoopers per avviare la loro azienda. Degli altri cofondatori Robert "Bob" F. Howard entrò a far parte dell'azienda nel 1974, seguito da James H. Zukin nel 1976. L'azienda iniziò come fornitrice di servizi di consulenza aziendale generale a società private.
L'approvazione nel 1974 dell'Employee Retirement Income Security Act ha lanciato l'attività di valutazione dell'azienda creando domanda per valutazioni indipendenti delle imprese private, in particolare quelle che avevano formato programmi di azionariato dei dipendenti.

### Anni 1980-1999
Nel 1986, Kenneth Friedman ha fondato ed è diventato presidente della società di intermediazione bancaria di investimento di Houlihan Lokey per fornire servizi di consulenza su fusioni e acquisizioni e per raccogliere finanziamenti con debito e azioni. Friedman ha formato la banca di investimento per fornire competenze a livello di Wall Street alle crescenti richieste di investment banking dei clienti di Houlihan Lokey e di altre società del mercato medio. Nel 1987, molte delle transazioni ad alto indebitamento completate all’inizio del decennio cominciavano a mostrare segni di difficoltà finanziaria. Di conseguenza, si stava sviluppando un mercato per i servizi di consulenza sulla ristrutturazione finanziaria. Per posizionarsi e servire questo mercato, il broker-dealer di investment banking acquistò la Cheviot Capital Corporation nel 1987 e, guidato da Jeff Werbalowsky e Irwin Gold, iniziò ad assemblare quello che sarebbe diventato un gruppo di ristrutturazione finanziaria attivo, dominante e mondiale.
Con l'ondata di fusioni e di acquisizioni, le grandi società bancarie di investimento di Wall Street hanno iniziato a rivolgersi a Houlihan Lokey per competenze di valutazione indipendenti in materia di equità, solvibilità e piani di azionariato dei dipendenti (ESOP). L'azienda ha fornito consulenza su transazioni per un valore di oltre 100 miliardi di dollari durante questo periodo. Ha inoltre iniziato a offrire servizi di valutazione e pianificazione patrimoniale. Inoltre, ha aperto diversi uffici negli anni '80 a New York, San Francisco e Chicago.
Houlihan Lokey ha aperto otto uffici negli Stati Uniti negli anni '80 e '90 durante la sua espansione. Nel 1995, per far crescere la propria divisione di servizi di informazione, Houlihan Lokey ha acquisito da Merrill Lynch Mergerstat, una casa editrice con una storia trentennale nella ricerca analitica su fusioni e acquisizioni.

### Anni 2000-2019
Nel 2001, Houlihan Lokey ha lanciato il suo primo ufficio non statunitense espandendosi a Londra. Ha inoltre ampliato la piattaforma del gruppo industriale e il programma di copertura del private equity in linea con le tendenze dell'investment banking.
Nel 2002, Houlihan Lokey ha assistito i comitati ufficiali dei creditori in tre grandi fallimenti: WorldCom, Enron e Conseco. Nel 2005, l'azienda ha aperto un ufficio a Parigi e nel 2006 a Francoforte. Sempre nel 2006, Houlihan Lokey ha accettato di fondersi con Orix USA, specializzata in operazioni di prestito aziendale statunitense della ORIX Corp. del Giappone, per soddisfare la crescente domanda internazionale di servizi bancari di investimento del mercato medio.
Nel 2007, Houlihan Lokey si è espansa in Asia, aprendo uffici a Hong Kong e Tokyo. Nel 2010 ha aperto anche un ufficio a Pechino.
Nel 2008, Houlihan Lokey ha assistito i creditori di Lehman Brothers. Nel 2010, Houlihan Lokey ha acquistato una considerevole quota di minoranza in Avista Advisory Group, conferendo all'azienda uffici sia a Mumbai che a Singapore. Nel 2013 ha ampliato il proprio gruppo di istituti finanziari attraverso l'acquisizione di Milestone Advisors. L'azienda ha inoltre lanciato la pratica Illiquid Financial Assets per fornire consulenza sulla vendita di attività come partecipazioni in pool di prestiti, accordi sulla vita, posizioni di minoranza, royalties farmaceutiche e leasing operativi.
Nel 2014, Houlihan Lokey ha acquisito ArchPoint Partners e nel 2015 la società di consulenza gestionale Bridge Strategy Group, la banca di investimenti focalizzata sui media digitali e sull'intrattenimento MESA Securities, la società londinese focalizzata sui consumatori McQueen Ltd., e le operazioni della società di investimenti dell'Europa continentale Banca Leonardo & Co. Sempre nel 2015, Houlihan Lokey ha rilevato le attività di investment banking di Leonardo & Co. NV in Germania, Paesi Bassi e Spagna, ed è diventato socio di minoranza in una joint venture con il management team di Leonardo per le attività di investment banking di Leonardo in Italia. Ciò dato all'azienda sedi sia a Roma che a Milano.
Il 13 agosto 2015, Houlihan Lokey ha completato la sua offerta pubblica iniziale, iniziando a negoziare come HLI sul NYSE.
Nel gennaio 2017, la società ha acquisito Black Stone IP, leader nel lavoro di consulenza Tech+IP. Nel gennaio 2018, ha comprato Quayle Munro Limited, una società di consulenza indipendente focalizzata sulla fornitura di servizi di consulenza finanziaria aziendale alle aziende nel settore dei dati e dell'analisi. Nel maggio 2018, la banca ha rilevato BearTooth Advisors, una società di consulenza indipendente che forniva consulenza strategica e servizi di agenzia di collocamento a gestori di investimenti alternativi.
Nell'ottobre 2019, Houlihan Lokey ha rilevatoFreeman & Co., una società di consulenza indipendente che fornisce una gamma di servizi di consulenza ai clienti degli istituti finanziari.  Questa operazione è stata seguita poco dopo dall'acquisizione di Fidentiis Capital nel novembre 2019, facendo crescere l'attività di Corporate Finance di Houlihan Lokey in Europa.

### Anni 2020-
Nel giugno 2020, Houlihan Lokey ha acquisito MVP Capital, società di consulenza indipendente che fornisce una gamma di servizi di consulenza ai clienti nel settore TMT.
Nel luglio 2021 ha ampliato la propria copertura del settore dei consumi con l'acquisizione della società di consulenza boutique Baylor Klein. Successivamente, nell'ottobre 2021, Houlihan Lokey ha acquisito GCA Corporation, una delle principali società di consulenza tecnologica, espandendo la presenza dell'azienda in Asia ed Europa.
Nel novembre 2022, Houlihan Lokey ha acquisito Oakley Advisory, una società di consulenza indipendente che fornisce una gamma di servizi ai clienti nell'infrastruttura digitale, nei servizi di comunicazione e nel panorama cloud, nel dicembre 2023 ha comprato 7 Mile Advisors, aumentando le capacità dei servizi IT dell'azienda ed espandendo il proprio gruppo di servizi aziendali.